# Ден Піппін
Ден Піппін (англ. Dan Pippin, 20 жовтня 1926 — 1 квітня 1965) — американський баскетболіст.
Олімпійський чемпіон 1952 року.